# Women (film 2000)
(Tagline)
Women (If These Walls Could Talk 2) è un film per la televisione del 2000, prodotto per la HBO negli USA, seguito del film del 1996 Tre vite allo specchio. Nella cornice di una stessa casa vengono narrate tre storie diverse che si avvicendano con il passare degli anni (1961, 1972,  2000). Diviso in episodi descrive alcune delle difficoltà che due donne innamorate possono incontrare nel loro percorso di coppia. È un film che tocca temi delicati in modo altrettanto delicato e ironico, anche nei momenti più drammatici.

## Trama
- Episodio 1961: Alla morte della propria compagna e convivente, la signora Edith Tree (Vanessa Redgrave) si trova a confrontarsi con i parenti di lei, legittimi eredi...
- Episodio 1972: Linda (Michelle Williams), giovane femminista, incontra Amy (Chloë Sevigny) in un locale frequentato da butch, le due s'innamorano ma le compagne politiche di Linda hanno delle difficoltà in relazione all'aspetto molto maschile di Amy...
- Episodio 2000: Kal (Ellen DeGeneres) e Fran (Sharon Stone) sono determinatissime a diventare genitrici, prendono in considerazione varie ipotesi: dapprima contattando una coppia gay e poi cercando di accedere all'inseminazione artificiale...